# Cheronea
Cheronea, Cheroneja (gr. Χαιρώνεια, Cheroneja; łac. Chaeronea) – miejscowość w Grecji, w administracji zdecentralizowanej Tesalia-Grecja Środkowa, w regionie Grecja Środkowa, w jednostce regionalnej Beocja, w gminie Liwadia, położona między rzeką Kifisos a górą Turio. W 2011 roku liczyła 556 mieszkańców.

## Historia
Miasto w Beocji. Miejsce bitwy pod Cheroneją (338 p.n.e.), zwycięskiej dla armii Filipa II Macedońskiego, której wynik zadecydował o utracie niezależności przez poleis greckie. Na miejscu bitwy Grecy wznieśli posąg ogromnego lwa, pomnik ku czci poległych. W 86 p.n.e. Sulla pokonał pod Cheroneją pontyjskie wojska Archelaosa.
Cheroneja znana była w starożytności z bardzo dużego akropolu oraz słynęła z wytwarzania wonnych olejków.
Najbardziej znanym obywatelem miasta był Plutarch z Cheronei.

## Lew Cheronejski
Zgodnie z relacją Pauzaniasza pomnik Lwa Cheronejskiego został wystawiony dla uczczenia poległych Teban. W 1818 roku pomnik Lwa został rozbity przez powstańców greckich walczących przeciw Turkom (szukali w nim bogactw, które, jak wierzyli, były schowane we wnętrzu). W 1879 roku zbadano grób znajdujący się pod posągiem. Odnaleziono 254 szkielety ułożone w siedmiu rzędach. W 1902/1903 roku archeolodzy greccy zrekonstruowali monument Lwa.